# Списък на политическите партии на Филипините
Филипините имаш многопартийна система.

## Парламентарно представени партии
| Партия/коалиция                    | Места в Камарата на представителите (2016) | Идеология            |
| ---------------------------------- | ------------------------------------------ | -------------------- |
| Либерална партия на Филипините     | 115                                        | Социален либерализъм |
| Националистическа народна коалиция | 42                                         | Консерватизъм        |
| Националистическа партия           | 24                                         | Консерватизъм        |
| Партия на националното единство    | 23                                         | Консерватизъм        |
| Обединен националистически алианс  | 11                                         | Национализъм         |
| други                              | 23                                         |                      |